# Amanvillers
Amanvillers – miejscowość i gmina we Francji, w regionie Grand Est, w departamencie Mozela.
Według danych na rok 1990 gminę zamieszkiwały 1784 osoby, a gęstość zaludnienia wynosiła 183 osób/km² (wśród 2335 gmin Lotaryngii Amanvillers plasuje się na 234. miejscu pod względem liczby ludności, natomiast pod względem powierzchni na miejscu 617.).